# Theudis
Theudis, död 548, var kung i västgotiska riket från 531 till 548. 